# Fox System
Fox System és un grup de punk rock català format a Rosselló a finals del 2016 al garatge d'un dels membres amb una actitud DIY.

## Discografia
- 2018: The Fox System (maqueta)

- 2019: Directe a la paperera (EP)

- 2021: Dualitat[4]